# IC 1906
IC 1906 је спирална галаксија у сазвјежђу Пећ која се налази на листи објеката дубоког неба у Индекс каталогу.
Деклинација објекта је - 34° 21' 36" а ректасцензија 3h 16m 5,7s. Привидна величина (магнитуда) објекта IC 1906 износи 13,7 а фотографска магнитуда 14,5. IC 1906 је још познат и под ознакама ESO 357-11, MCG -6-8-1, IRAS 03141-3432, PGC 12138.